# Novotroïtske (oblast de Kherson)
Novotroïtske (ukrainien : Новотроїцьке, russe : Новотроицкое) est une commune urbaine de l'oblast de Kherson, en Ukraine. Elle compte 10 627 habitants en 2021.